# Ernst Johann Eitel
Ernst Johann Eitel (* 13. Februar 1838 in Esslingen am Neckar; † 10. November 1908 in Adelaide, Australien) war ein deutscher protestantischer Missionar in China und Autor eines kantonesischen Wörterbuches.

## Leben
Als Sohn eines Kochs geboren, studierte Eitel nach dem Besuch des Pädagogiums in Esslingen (das heutige Georgii-Gymnasium) und des theologischen Seminars in Schönthal Theologie in Tübingen. Während seines Studiums wurde er 1856 Mitglied der burschenschaftlichen Verbindung Nordland Tübingen. Nach einem Jahr als Pfarrvikar im württembergischen Kirchendienst wurde er Missionar und bereitete sich hierfür 1861 in der Basler Mission vor. 1862 ging er nach China zur Basler Mission in Lilong. 1865 wurde er Sekretär der Londoner Missionsgesellschaft in Hongkong, wo er 1875 in den englischen Regierungsdienst übertrat und allen dort ansässigen englischen Regierungsschulen vorstand. Er war dafür verantwortlich, dass die religiöse Erziehung im dortigen Erziehungssystem Einzug fand. Er verfasste in dieser Zeit zahlreiche Schriften und war unter anderem Herausgeber der China Review. 1881/82 arbeitete er nebenbei als Privatsekretär des Hongkonger Gouverneurs. Nach seiner Pensionierung 1896 zog er 1897 nach Südaustralien, wo er das Pastorat an der St. Stephani-Gemeinde in Adelaide übernahm. An der Universität Adelaide war er Professor/Lektor für deutsche Sprache und Literatur.

## Ehrungen
- Ehrendoktor (Dr. phil. h. c.) der Universität Tübingen

## Schriften (als Ernest John Eitel)
- Feng-shui or the rudiments of natural science in China. In deutscher Übersetzung und grafischer Gestaltung von Peter Hübner: Feng-Shui oder Die Rudimente der Naturwissenschaft in China. Hübner, Waldeck-Dehringhausen 1983, ISBN 3-88792-002-3. (Andere Ausgabe 2015 im Verlag Fröhling & Fröhling u. d. T. Feng Shui oder Die Ursprünge der Naturwissenschaften Chinas und der Verfasserangabe Ernst Eitel.)
- Buddhism. Its Historical, Theoretical and Popular Aspects. Nachdruck der Ausgabe von 1873: Hansebook GmbH, Norderstedt 2016, ISBN 978-3-7411-4982-5.
- Europe in China. The History of Hongkong from the Beginning to the Year 1882. Nachdruck der Ausgabe von 1895: Hansebook GmbH, Norderstedt 2017, ISBN 978-3-7446-6225-3.
- Hand-book of Chinese Buddhism, being a Sanskrit-Chinese dictionary with vocabularies of Buddhist terms in Pali, Singhalese, Siamese, Burmese, Tibetan, Mongolian and Japanese. With a Chinese index of K. Takakuwa. 2., überarbeitete und erweiterte Aufl. Sanshusha, Tokyo 1904 (Digitalisat).